# Mościska (Wyszków)
Pour les articles homonymes, voir Mościska.
Mościska (prononciation : [mɔɕˈt͡ɕiska]) est un village polonais de la gmina de Zabrodzie dans le powiat de Wyszków de la voïvodie de Mazovie dans le centre-est de la Pologne.

## Histoire
De 1975 à 1998, le village faisait partie du territoire de la voïvodie d'Ostrołęka.

Depuis 1999, Mościska est situé dans la voïvodie de Mazovie.